# Priamos

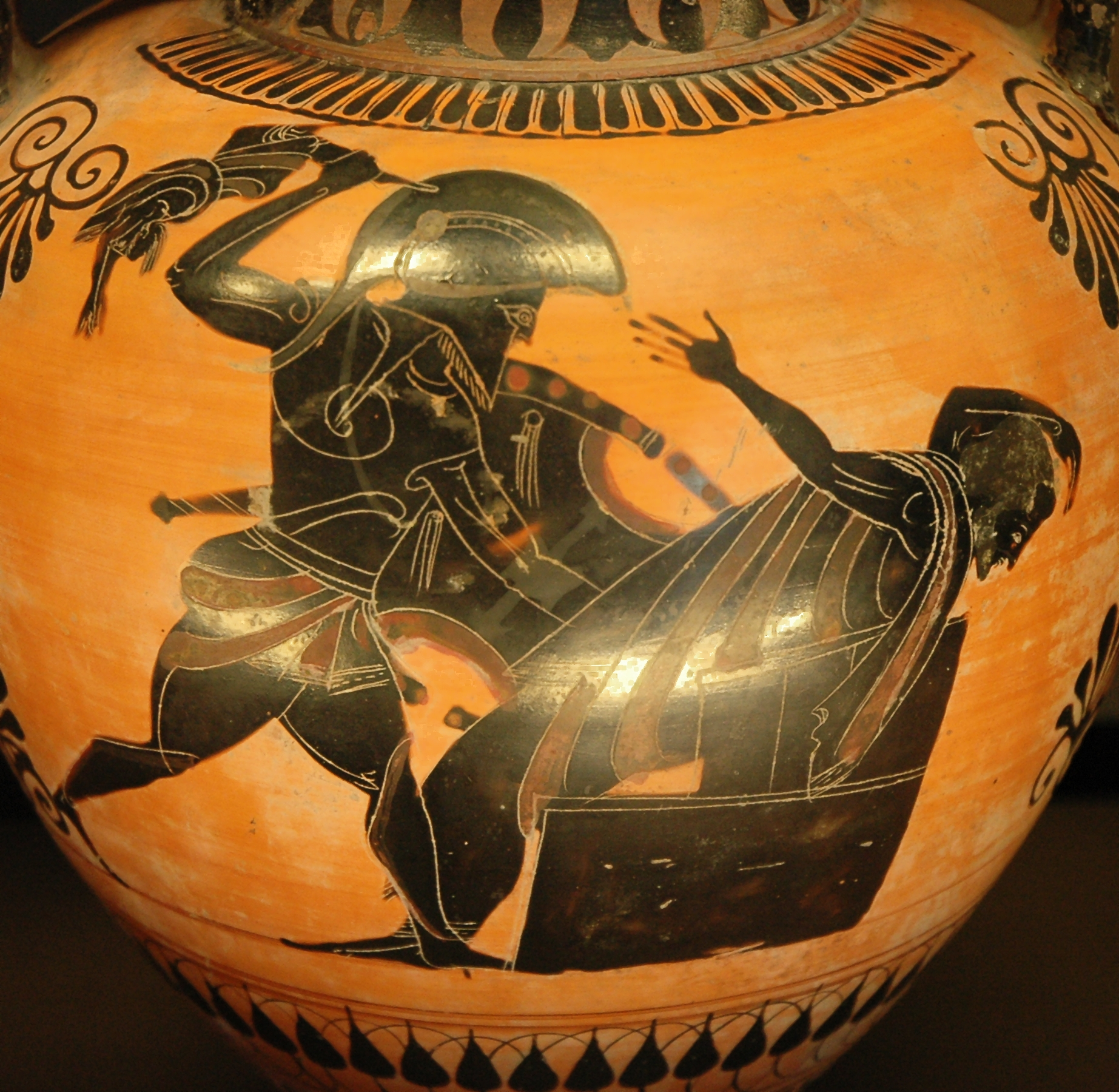
Smrt krále Priama, amfora v Louvru

Priamos (řecky Πρίαμος, latinsky Priamus) je v řecké mytologii syn trojského krále Láomedonta, vnuk zakladatele Tróje Ílona. Byl posledním trojským králem.
Priamův otec Láomedón odepřel bohům slíbenou odměnu za postavení trojských hradeb, bohové město potrestali morem. Na záchranu města měla být obětována princezna Hésioné mořské obludě. Hrdina Héraklés ji osvobodil, opět však král nevyplatil slibovanou odměnu. Héraklés mu přísahal pomstu a po nějaké době se vrátil k Tróji, město dobyl, zabil krále a vzal do zajetí Hésioné a jejího bratra Podarka. Tento Podarkés, což znamená „Vykoupený“, přijal jméno Priamos a stal se následníkem trůnu a Tróji vládl až do jejího zničení Achájským vojskem.
Priamos byl králem spravedlivým, zbožným, byl šlechetný i statečný. Přivedl Tróju k velikému rozmachu a slávě, bylo to veliké a hrdé město, obehnané vysokými hradbami. Kromě toho vládl v celé oblasti Tróady a blízkými zeměmi v Malé Asii i na mnoha ostrovech v Egejském moři.
Jeho první manželkou byla Arisbé, dcera věštce Meropa, která mu dala syna Aisaka, věštce. Pak se oženil podruhé. Žil v krásném paláci se svou manželkou královnou Hekabou a s celou početnou rodinou. Měl celkem padesát synů, z nich devatenáct bylo Hekabiných, a byl také otcem dvanácti dcer. Nejznámější jména jeho potomků jsou Hektór, Déifobos, Helenos, Polítés, Paris, Kassandra a Polyxené.
V bájích nejznámější období Tróje je jejích posledních deset let, to je období trojské války. Na jejím počátku byl Priamos již starcem. Bojů se nemohl zúčastnit, pověřil velením svých vojsk nejstaršího syna, nástupce trůnu, statečného bojovníka Hektora. Byl nejsilnější, nejodvážnější a nejrozvážnější z Trójanů. Jeho Priamos miloval nejvíce ze svých synů, byl však vlídný ke všem, i k Paridovi a k jeho manželce Heleně, pro kterou vypukla válka. Tak se stalo, že dokonce odmítl návrhy řeckých vyjednávačů, aby unesená Helena byla navrácena svému manželovi, spartskému králi Meneláovi. Nedbal ani na výroky věštců včetně dcery Kassandry, všichni předpovídali úplnou zkázu Tróje.
Ke svému synu Paridovi měl starý král vřelý vztah. Těsně před jeho narozením měla jeho matka Hekabé sen o hořící pochodni. Věštcové jej vyložili jako budoucí záhubu a zničení města. Proto ho král nechal pohodit v lese. Chlapec však nezahynul, odkojila ho medvědice a poté ho opatroval a vychoval pastýř Ageláos. Po mnoha letech se Paris vrátil do Tróje a byl rodinou poznán. Když Paris rozhodl ve sporu o nejkrásnější bohyni a získal od Afrodíté lásku nejkrásnější ženy, spartské královny Heleny, dávná věštba zkázy se přiblížila.
Urážka cti spartského krále Meneláa nemohla zůstat bez povšimnutí. Jeho bratr Agamemnón, mykénský král, shromáždil velké vojsko a s 1186 loďmi a sto tisíci muži vypluli Řekové do války proti Tróje. Šťastně dopluli k jejímu pobřeží, ale pak už jenom neúspěšně město obléhali a plenili jeho okolí. To trvalo celých devět let.
V desátém roce už byli vojáci unaveni a žádali rozhodnutí nebo odplutí domů. Chtěli, aby rozhodl souboj mezi hlavními protivníky, a tak se proti Meneláovi postavil Paris. Po prvním střetu Paris se zbaběle stáhl. Před jistou smrtí ho zachránila jenom bohyně. Souboj Hektora a Achillea byl nelítostný a tragický. Hektór padl jako hrdina, svému městu pomoci nedokázal. Priamos propadl zoufalství, ještě znásobenému, když se dozvěděl, že Achilleus chce mrtvé tělo předhodit psům. Nešťastný král se zoufalý vypravil do nepřátelského tábora, aby o mrtvého syna prosil. Přinesl bohaté dary, dojatý Achilleus přání otce splnil a vyjednal dvanáct dní příměří, aby Trójané mohli Hektora se ctí pohřbít.
Priamos zahynul nedlouho po svém prvorozeném synovi. Když Řekové přelstili Trójany pomocí obrovského dřevěného koně a v noci otevřeli brány města, jeho zkáza byla dílem jedné noci. Poslední odpor kladli Trójané v královském paláci. V jeho velké síni se postavili Priamovi synové na odpor. Achilleův syn Neoptolemos před očima krále zabil jednoho syna po druhém. Z posledních sil král prosil za své děti, pak zvedl oštěp a hodil ho po jejich vrahovi. Nato Neoptolemos přiskočil, za jeho bílé vlasy ho přitáhl k oltáři a do hrudi mu vrazil meč.
Zachránit a znovu vybudovat Tróju nebylo prý po vůli bohům. Ze zničeného města vyvedl zbylé Trójany hrdina Aineiás, potomek Dardanův. Ten spolu s otcem Anchísem a synem Askaniem po dlouhých letech na moři dopluli ke břehům Itálie a založili tam město Lavinium na místě pozdějšího Říma.